# ムラッド・サリ
ムラッド・サリ（Morad Sari）は、フランスの男性キックボクサー。メジャースタジアム王座獲得としては藤原敏男に続いて2人目、タイ人以外で初めてルンピニー・スタジアムの王座を獲得した。元ISKAオリエンタル世界ウェルター級王者。元ルンピニー・スタジアム認定ジュニアウェルター級王者。

## 来歴
1997年4月20日、パリのベルシー総合体育館で行われたトーナメントで庵谷鷹志（日本）と対戦。1RTKOで下す。10月5日、パリで行われたフランスvsタイの対抗戦に出場。ターキャット（タイ）を4RKOで下す。10月25日に日本で伊藤隆と対戦。3Rに肘打ちを受け、ダウンを喫した。この時、口の中を大きく切ってしまう。また5Rに肘打ちで右目尻もカットされ、5R判定1-2で判定負け。勝った伊藤は、試合前のサリの態度に頭に来ていたと語った。
1999年5月8日、ルンピニー・スタジアムで行われたジュニアウェルター級王者決定戦に出場。この試合前に行われた計量では、サリは契約体重をオーバーしていた。本来はサーイマイ・チョー・スワンアナと対戦する予定だったが変更され、ソムチャーイ・ソー・ナンタナーと対戦した。サリは5RKOで勝利し、タイ人以外で初めてルンピニー・スタジアムの王者になった。この試合の映像を見た藤原敏男は、ソムチャーイの動きの悪さを指摘した上で、この試合はプロモーターのビジネスに影響されていると語った。
2000年11月1日、「K-1 J・MAX」のISKAオリエンタル世界ウェルター級タイトルマッチで魔裟斗（挑戦者/日本）と対戦。左フックで2R0:48失神KO負けし、王座から陥落した。
2001年12月5日、バンコクのサナーム・ルアン広場で行われた「タイ国国王誕生記念大会」に出場し、山上健吾と対戦。2分5Rの試合で、5R判定負け。
2002年12月5日、バンコクの王宮前広場で行われた「ノックアウトトーナメント」（3分3R）に出場。予選Aブロックでヌントラガーン・ポームアンウボン（タイ）に判定負け。
2004年12月5日、S1世界選手権に出場し、予選Bブロックでレームボージウ・ポータプティム（タイ）と対戦。5R判定負けした。当初はナムサックノーイが出場し、サリと対戦する予定だったが、変更された。
2006年5月26日、フランスのパリで行われた「Final of the gradiators」（2分5R、肘打ち・膝蹴り無し）で ブアカーオ・ポー.プラムックと対戦。1R終盤にパンチでダウンを奪われたが、スリップと見なされた。また2Rには、ブアカーオが膝を出し減点された。試合はブアカーオが終始優勢に進めたが、結果は5Rドロー判定で、観客からブーイングの声が上がった。

## 獲得タイトル
- IMF世界ウェルター級王座
- ISKAオリエンタル世界ウェルター級王座
- ルンピニー・スタジアム認定ジュニアウェルター級王座（0度防衛）